# Mateu Bellvé i Bartolí
Mateu Bellvé i Bartolí   (Reus, 2 de maig de 1792 - Reus, 8 de juny de 1864) va ser un escultor, artesà de la fusta i ebenista català.

## Biografia
Era descendent d'una nissaga d'escultors. La seva àvia materna era germana de Lluís i de Francesc Bonifaç. El seu avi patern era l'escultor Francesc Bellvé, i el seu pare el també escultor Mateu Bellvé i Bonifaç.
Va estudiar a Reus i aviat es posà d'aprenent al taller del seu pare, al carrer de Pedró (actual carrer de Llovera), on la família tenia l'obrador i el domicili. Cap al 1820, i a causa a les dificultats econòmiques, Mateu Bellver i tres germans seus van anar a Barcelona. La seva germana Teresa (1806-1891) es va casar amb Pasqual Nobas i Puigrubí, i van ser pares de l'escultor Rossend Nobas i Ballbé. Un altre germà, Anicet, va emigrar a Montevideo com a artesà de la fusta.
Va tornar a Reus quan va morir el seu pare, cap a finals de la dècada de 1830. La seva mare, en fer testament el va fer hereu, amb l'obligació de pagar els deutes. A causa dels problemes econòmics es va haver de casar amb una pubilla, i amb la dot va saldar el que devia i va arreglar l'obrador familiar. Va treballar més d'ebenista i de fuster artesà que no pas d'escultor, però a finals de 1838 havia rebut un encàrrec per a elaborar diverses imatges del convent de Sant Agustí de la Selva del Camp, i el 1843 va fer una carrossa processional per a la parròquia de Montbrió del Camp on es portava la llitera (taüt) de la Mare de Déu d'Agost. La llitera encara existia el 1925. Les imatges no les tallava completament, sinó que n'encarregava el cap a l'escultor barceloní Ramon Padró, deixeble de Damià Campeny i al seu taller les muntava. Va realitzar el retaule de l'església de Vilallonga el 1846, i el 1848 el sagrari de la mateixa església. Treballà fent altars i imatges per a Porrera (1848), Vilaplana (1848), Alforja (1854), La Pobla de Massaluca (1849) i Capafonts. On va treballar amb més assiduïtat va ser a Reus, per l'església Prioral, amb imatgeria, i per algun particular, com un sant Crist per a Andreu de Bofarull, destinat al Palau Bofarull. També treballà, en la seva vessant d'ebenista, per a establiments d'esbarjo i per les cases benestants de la ciutat. Va fer per la societat Els Jardins de l'Euterpe, el 1862, unes columnes de fusta, estípits, florons i motllures que decoraven les portes i l'escala.
El contingut del seu taller es troba detallat en un inventari del 1921. Hi destaquen una carrossa de processons, unes urnes de monument, crucifixos, candelers, figures al·legòriques, relleus i aplicacions de fusta. S'hi conservava també un bust de Fortuny i un altre de Cervantes, obra del seu nebot Rossend Nobas. En els llibres de comptabilitat s'anota que realitzava armaris, taules, mobles litúrgics, caixes d'orgue, carrosses, peanyes, candelers, faristols, etc., i restaurava imatges i mobles.